# Білокінь Руслан Михайлович

Руслан Михайлович Білокінь (22 лютого 1974 с. Руденківка, Новосанжарський район, Полтавська область)  — Заслужений юрист України, доктор юридичних наук. Почесний працівник органів прокуратури України. 

## Життєпис

### Родина
Виріс у сім'ї робітників. Мати - Євдокія Павлівна - повар у лікарні, батько - Михайло Іванович, дорожник. 

### Навчання
З дитинства мріяв бути військовим. Школу закінчив у 16 років, а до військового училища брали з 17. Вирішив стати вчителем. 
1990  — 1995  — навчався у Полтавському педагогічному інституті на історичному факультеті. 
При Жовтневому міліцейському відділку м. Полтави був експеримент по патрулюванню вулиць, брав участь і це визначило подальшу долю, коли запропонували піти вчитися в Українську академію внутрішніх справ м. Києва. Допомогло, що школу закінчив з срібною медаллю, а ВНЗ - із червоним дипломом.
1995  — поступає до Національної академії внутрішніх справ на управлінський факультет (спеціальність «юрист»). За успішне навчання нагороджений грамотою від міністра внутрішніх справ. 
2006  — закінчив Одеську національну юридичну академію. Закінчив з відзнакою. 
2008  — закінчив магістратуру Полтавського кооперативного університету за спеціальністю «Фінанси та аудит».

### Професійна кар'єра
З 2003 року працює на посаді Лубенського міжрайонного прокурора Полтавської області. Здійснює прокурорський нагляд за дотриманням та застосуванням законів органами виконавчої влади, місцевими Радами, політичними партіями та громадськими організаціями. 
Працював слідчим міліції, слідчим прокуратури , в т.ч в обласному апараті. Прокурор Хорольського р-ну, Лубенський міжрайонний прокурор, заст та 1-й заст. прокурора Полтавської області; нач. відділу ГПУ, нач. Головного управління ГПУ нагляду за спецпідрозділами по боротьбі з організованою злочинністю та корупцією. Прокурор Сумської області. Доцент кафедри правознавства ПУЕТ; адвокат.
Бере участь у розслідуванні злочинів, координує діяльність правоохоронних органів.

### Публікації
Автор більше 40 публікацій, 1 монографія  — "Кримінально-процесуальна відповідальність", 1 підручник  — "Кримінальне право України. Загальна частина".

### Родина
Одружений. Дружина теж юрист. 